# مدرسه پزشکی دیوید گفن در یوسی‌ال‌ای
مدرسه پزشکی دانشگاه کالیفرنیا، لس آنجلس(به انگلیسی: University of California, Los Angeles School of Medicine) معروف به مدرسه پزشکی دیوید گفن در یو‌سی‌ال‌ای یک دانشکده پزشکی معتبر واقع در لس آنجلس، کالیفرنیا، ایالات متحده است. این مدرسه در سال ۲۰۰۱ به افتخار دیوید گفن که ۲۰۰ میلیون دلار بودجه نامحدود اهدا کرد، تغییر نام داد.
این مدرسه دولتی در سال ۱۹۵۱ تأسیس شده و دومین مدرسه پزشکی در سیستم دانشگاه‌های کالیفرنیا پس از مدرسه پزشکی سن فرانسیسکو است.